# Папские зуавы
Папские зуавы (лат. Zuavi Pontifici) — формирование лёгкой пехоты, которое было сформировано в 1860 году французским дивизионным генералом Луи де Ламорисьером для защиты Папской области.
Кристоф Луи Леон Жюшо де Ламорисьер, в 1860 году, был приглашён (командирован) в Рим для командования папскими войсками, где и был сформировал двухбатальонный полк Папских зуавов.

## История
В 1848 году Римский папа, обеспокоенный требованиями патриотических организаций Италии, обратился к правительству Франции с просьбой организовать отряд, который мог бы отстаивать владения папы во многих итальянских государствах. Правительство Французской республики командировало в Рим дивизионного генерала Л. де Ламорсьера, которому и поручило исполнить просьбу Римского папы. Л. де Ламорсьер, проведший почти всю свою службу среди зуавов, решил организовать отряд по типу африканских зуавов. Для этой цели он вызвал из Франции волонтёров (наёмников), и были это всё молодые люди, представители лучших дворянских фамилий. Таким образом был сформирован двухбатальонный полк Папских зуавов. Папские зуавы были главным образом молодыми людьми, не состоящими в браке и католиками, которые вызвались помочь папе римскому Пию IX в его борьбе против Итальянского Рисорджименто. 
Л. де Ламорсьер сформировал международный полк, прибывшими волонтёрами из Фландрии, Франции, Нидерландов, Баварии, Канады и других государств и стран выступавшими против  объединения Италии. На май 1868 года папских зуавов было 4 592 человек. Среди них было 1 910 голландцев, 1 301 француз, 686 бельгийцев, 157 подданных Папской области, 135 канадцев, 101 ирландец, 87 пруссаков, 50 англичан, 32 испанца, 22 немца из государств иных, чем Пруссия, 19 швейцарцев, 14 американцев, 14 неаполитанцев, 12 моденцев, 12 поляков, 10 шотландцев, 7 австрийцев, 6 португальцев, 6 тосканцев, три мальтийца, двое русских и по одному добровольцу от островов Южных морей, Индии, Африки, Мексики, Перу и Черкесии.
Для подавления отдельных восстаний (бунтов), одновременно вспыхнувших в Папском государстве, и для противодействия ватагам Гарибальди дивизионный генерал Л. де Ламорсьер был вынужден разделить папские войска на несколько группировок, которые оказались слабыми. Так в сражении при Кастельфидардо (18 сентября 1860 года) одна группировка (9 батальонов, 5 эскадронов, 14 орудий, всего 6½ тысяч человек личного состава) была разбита пьемонтскими войсками, и Л. де Ламорсьер лишь с небольшой группой успел укрыться в Анконе, которую он сдал после обложения её с моря сардинским флотом, разрушившим береговые батареи.
После занятия Рима Виктором Эммануилом II в 1870 году папские зуавы были перевезены во Францию и служили правительству Национальной обороны во Франции в период франко-прусской войны. После заключения мира папские зуавы приняли участие в борьбе с Коммуной, после чего были расформированы.

## Форма одежды
Военная форма одежды имела такой же покрой, как у французских зуавов, то есть своим покроем приближалась к алжирским местным костюмам, но отличалась от них цветом: серая с красной отделкой. Серо-красное кепи было заменено на североафриканский фес.